# Sheikh Yousef
Sheikh Yousef (tiếng Ả Rập: الشيخ يوسف) là một ngôi làng Syria nằm ở Armanaz Nahiyah ở huyện Harem, Idlib. Theo Cục Thống kê Trung ương Syria (CBS), Sheikh Yousef có dân số 2831 trong cuộc điều tra dân số năm 2004.